# ICC East Asia-Pacific
ICC East Asia-Pacific ist der für Ostasien und den Pazifik zuständige Kontinentalverband für die Sportart Cricket sowie einer von fünf kontinentalen Verbänden unterhalb des Weltverbandes International Cricket Council (ICC). Ihm sind elf nationale Verbände angeschlossen, davon sind zwei Vollmitglieder und neun assoziierte Mitglieder.
Der Verband organisiert mehrere Kontinentalwettbewerbe verschiedener Altersstufen, darunter regionale Qualifikationsturniere zu internationalen Cricket-Veranstaltungen.

## Mitglieder

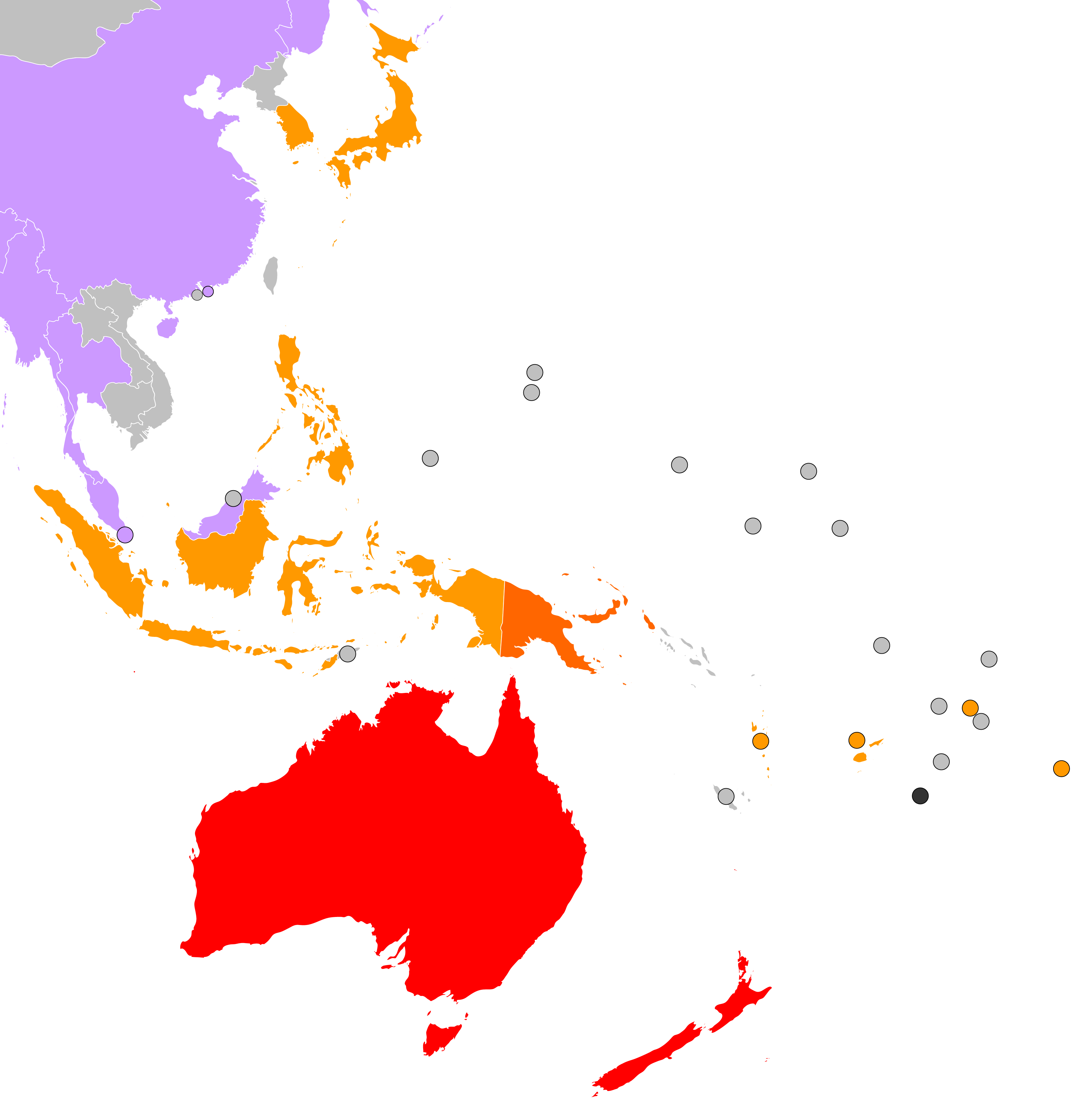
Mitglieder des International Cricket Council (ICC) in Ostasien und im Pazifik nach Status:
Vollmitglieder mit Test-Status (2)
Assoziierte Mitglieder mit ODI-Status (1)
Assoziierte Mitglieder (acht)
Ehemalige oder Nichtmitglieder (1)
Nichtmitglieder

Stand Februar 2024:
| - Australien (CA) - Cookinseln - Fidschi - Indonesien - Japan - Neuseeland (NZC) | - Papua-Neuguinea (CPNG) - Philippinen - Samoa - Südkorea - Vanuatu |